# Mavor Moore
James Mavor Moore (8 de marzo de 1919-18 de diciembre de 2006) fue un escritor, productor, actor, crítico y educador canadiense, conocido por encarnar a Nero Wolfe en la serie radiofónica del mismo título en 1982.

## Biografía
Su nombre completo era James Mavor Moore, y nació en 
Toronto, Ontario (Canadá), siendo sus padres Francis John Moore, un teólogo anglicano, y Dora Mavor Moore, una actriz que colaboró en el desarrollo del teatro profesional en su país en las décadas de 1930 y 1940. Moore empezó a actuar a los seis años de edad en el Hart House Stage, continuando con su pasión en la high school, actuando también en la radio para pagar sus estudios. Recibió el título de Bachelor of Arts por la Universidad de Toronto en 1941.
Moore sirvió en el ejército canadiense como oficial de inteligencia durante la Segunda Guerra Mundial y, finalizada la misma, fue empleado por CBC Radio, siendo nombrado productor del Servicio Internacional con base en Montreal. Transferido a CBC Television en 1950, fue primer jefe de producción. Moore fue uno de los pioneros de la televisión canadiense en los años 1950, y creó el programa CBC National News, posteriormente conocido como CBC News: The National. Moore seleccionó al primer locutor regular del programa, Larry Henderson.
Moore es conocido por sus trabajos dramáticos, habiendo creado más de 100 obras teatrales, documentales, musicales y libretos para el teatro, la radio y la televisión. Desde 1970 a 1984 enseñó historia teatral en la Universidad de York, y presidió su departamento teatral en los años 1975 y 1976. En el año 1974 fue nombrado para formar parte del Consejo de las Artes de Canadá, siendo el primer artista en presidirlo entre 1979 y 1983. Además, recibió tres Premios Peabody por sus documentales radiofónicos producidos en nombre de las Naciones Unidas.
Moore fue también miembro fundador del Consejo de Artes de Columbia Británica (1996-1998), formó parte de la primera junta de gobierno del Festival Stratford, fue uno de los fundadores de Canadian Theatre Centre, del gremio de dramaturgos canadienses, y director fundador del Festival Charlottetown.
En 1973 Moore fue nombrado Oficial de la Orden de Canadá, siendo promovido a Companion en 1988. En 1999 ingresó en la Orden de Columbia Británica, y en noviembre de ese año recibió el Premio de las Artes Gobernador General, el más importante de su país para artistas. Además de todo ello, se le concedió un total de siete títulos honoris causa a lo largo de su vida.
Moore y su madre trabajaron juntos para fundar la New Play Society, siendo él productor y director de Spring Thaw, la comedia anual de la sociedad (1948-1965).
También escribió una sección de crítica teatral para el Toronto Telegram (1958-1960), y fue crítico artístico de la revista Maclean's (1968-1969).
Mavor Moore falleció en Victoria (Columbia Británica), Canadá, en el año 2006, tras varios años enfermo. Tenía 87 años de edad. Se había casado con Darwina Faessler en 1943. La pareja tuvo cuatro hijas, entre ellas Charlotte Moore y Tedde Moore, ambas ganadoras del Premio Dora Mavor Moore. Su segundo matrimonio tuvo lugar en 1968 con Phyllis Grosskurth, acabando en divorcio en 1978. En 1980 se casó con la cantante de ópera Alexandra Browning, que le sobrevivió.

## Publicaciones y trabajos destacados
- 1954 : Sunshine Town, musical
- 1958 : The Ottawa Man, drama musical[2]
- 1967 ¨: Louis Riel, ópera compuesta por Harry Somers con libreto de Moore
- 1980 : Fauntleroy
- 1994 : Reinventing Myself, autobiografía de Moore

## Selección de su filmografía

### Actor
- 1975 : The Insurance Man from Ingersoll (TV)
- 1977 : The Fighting Men (TV)
- 1979 : City on Fire
- 1979 : Fish Hawk
- 1980 : The Phoenix Team (serie TV)
- 1981 : Freddy the Freeloader's Christmas Dinner (TV)
- 1981 : A Choice of Two
- 1981 : Scanners
- 1981 : Dirty Tricks
- 1981 : Heavy Metal
- 1981 : Threshold
- 1983 : The Awful Fate of Melpomenus Jones
- 1985 : Shellgame (TV)
- 1986 : Spot Marks the X (TV)
- 1986 : Hot Money
- 1987 : Sworn to Silence (TV)
- 1987 : Malone
- 1991 : And the Sea Will Tell (TV)
- 1992 : Mortal Sins (TV)
- 1995 : A Family Divided (TV)
- 1995 : Shadow of a Doubt (TV)

### Guionista
- 2001 : Getting In